# Niviventer rapit
Niviventer rapit es una especie de roedor de la familia Muridae.

## Distribución geográfica
Esta especie es poco conocida, se encuentra en las tierras altas de la isla de Borneo. Se ha citado entre los 940 y 3360 m s. n. m. en las laderas del monte Kinabalu, y posiblemente aparezca también a mayor altitud, en los bosques de altura de la isla.